# Société interprofessionnelle pour la compensation des valeurs mobilières
La Société interprofessionnelle pour la compensation des valeurs mobilières (SICOVAM) est un organisme boursier français spécialisé gérant les opérations de règlement/livraison des titres entre affiliés, et recevant en dépôt les titres de ses adhérents (banques et sociétés de bourse). La société a entre-temps été rachetée fin 2000 par le groupe Euroclear et s'appelle désormais Euroclear France.
Elle constitue une sorte de caisse centrale de dépôt des titres, fonds intermédiaire par lequel transitent toutes les opérations réalisées entre les adhérents. Pour cela, elle a conçu et mis au point au début des années 1990, le système d'information RELIT. Ce système a été remplacé en 1997 par un nouveau système appelé RGV (Relit Grande Vitesse).RGV permet à son utilisateur de voir le statut des deals Booker par le front office.

## Code SICOVAM
Le code SICOVAM est un système français d'identification des titres abandonné en 2003 pour la norme internationale ISIN. Il était composé de 4 à 6 chiffres. Par exemple, 13330 était le code de France Telecom.

## Histoire
La profession de coulissier, qui comptait beaucoup de juifs, a souffert dès le début de l'Occupation, les Allemands mettant leurs charges sous séquestre, ou les fermant, tout simplement. Puis en 1942, les autorités allemandes, voulant encore plus contrôler la fortune française et les transactions, vont amener à la création de la SICOVAM, et à la transformation des coulissiers en « Courtiers en valeurs mobilières », dotés d’une chambre syndicale officialisée.